# Emmanuel Le Chapelier
Emmanuel Le Chapelier, né le 25 avril 1985 à Saint-Brieuc, est un régatier français sur le circuit du catamaran.

## Biographie
Né le 25 avril 1985 à Saint-Brieuc, Emmanuel Le Chapelier décroche en 2011 sa première victoire sur l'Eurocat puis son premier titre de champion de France sur catamaran Viper au Cap d'Agde.
En 2014, il décroche le titre de champion du monde,, de Viper à Erquy.
En 2015, il devient coureur officiel du chantier italien Bimare et remporte les titres de vice-champion d'Europe F16 (en) 2015, vice-champion du monde F16 2016 et champion d'Europe F16 en 2017 et 2018.
En 2019, il décroche son sixième titre de champion de France à Marseille.
En 2023, Emmanuel avec son coéquipier Eric Le Bouëdec représente le chantier Français Befoil qui lance un catamaran F16 convertible en version volant. Il décroche le titre de Champion de France et de Vice-Champion d'Europe dès la première année.
En 2025, Emmanuel décroche son 3e titre de Champion du Monde,,,,

## Palmarès
- 2006 :
  - Champion du Monde SL16[11]

- 2008 : 
  - Mondial Espagne 2008[12]

- 2011 :
  - Champion de France des Raids F18, Erquy[13]

- 2014 :
  - Champion du Monde de Viper, Erquy[2],[3],[4].

- 2017 :
  - Vice-champion du Monde Viper, Melbourne, Australie[14].
  - Champion d'Europe F16, Morges, Suisse[15].
  - Vainqueur Bordeaux Cata Raid 2017 en F16, Bordeaux[16].

- 2019 :
  - Vainqueur de la Martinique Cata Raid en F16, Martinique[17],[18].
  - 3e au National F16, Le Pouliguen[19].
  - Champion de France[5] intersérie multicoques, Marseille.

- 2020 :
  - 6 ème au Championnat du Monde des raids F18, Martinique[20].
  - Vainqueur du National Viper au Crouesty avec Éric Le Bouëdec.

- 2022 :
  - Vainqueur de l'Eurocat en Viper, Carnac[21],[22].
  - Champion de France catamaran Viper à La Rochelle[23],[24]

- 2025 :
  - Vainqueur du National Viper, Saint-Lunaire[25].
  - Champion du Monde F16 à Medemblik, Pays-Bas[6],[7],[8],[9],[10].